# Bergfonna
De Bergfonna is een gletsjer op het eiland Edgeøya, dat deel uitmaakt van de Noorse eilandengroep Spitsbergen.

## Geografie
De gletsjer ligt in het noordwestelijk deel van het eiland en ligt daar samen met een groep van drie andere los liggende gletsjers. Dat zijn de ten westen gelegen gletsjer Langjøkulen, ten zuidwesten Kvitisen en ten zuiden Blåisen. Daarnaast ligt richting het zuidoosten de gletsjer Raundalsfonna.
De gletsjer watert onder andere richting het noorden via meerdere dalen af waar het water via gletsjerrivieren uitmondt in de zeestraat Freemansundet.